# Liste des îlots de l'île du Millénaire

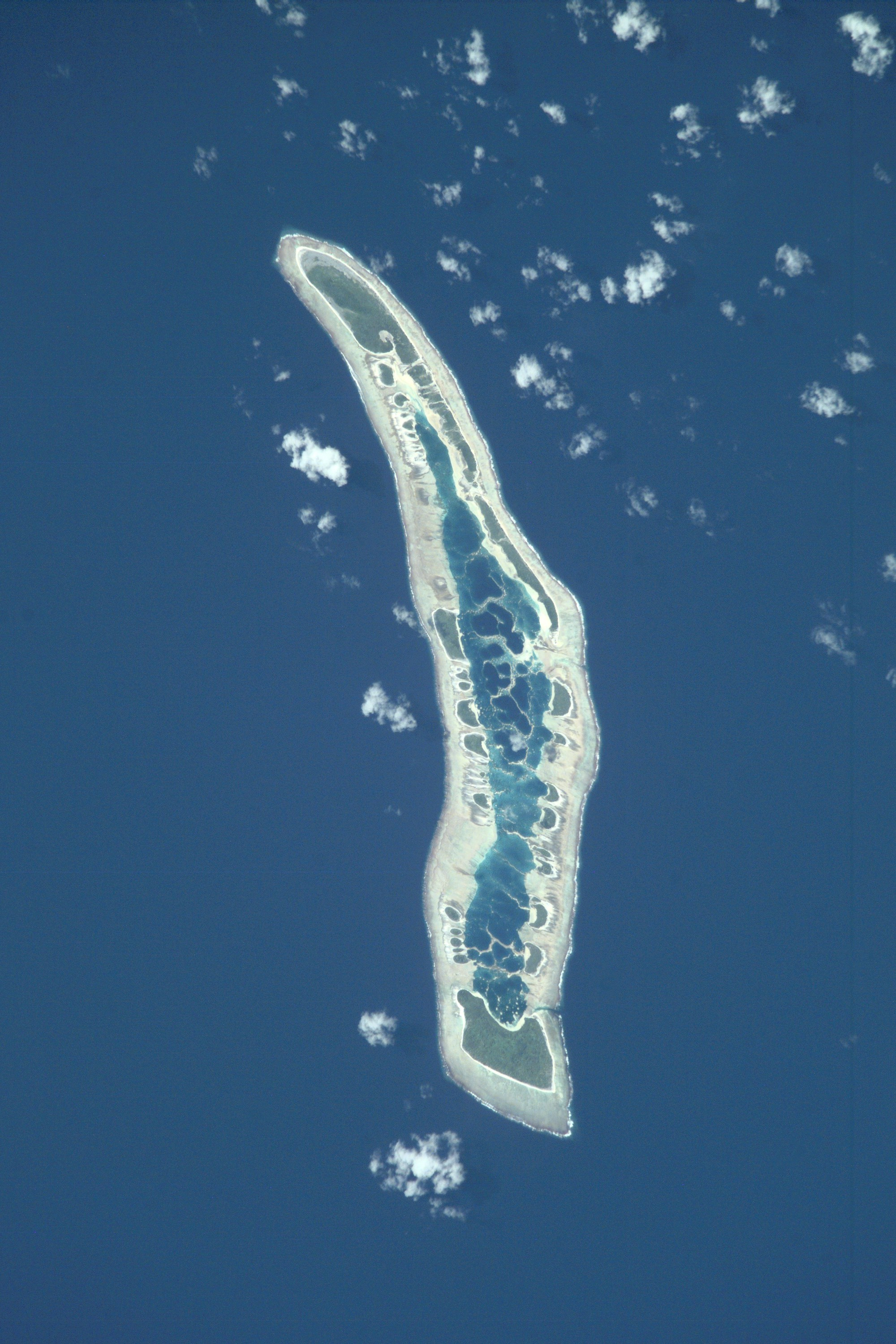
Vue satellite de l'île du Millénaire.

L’île du Millénaire, souvent appelée île de Caroline, est un atoll des Kiribati en forme de croissant situé à 1 500 km au sud de l'archipel d'Hawaï au centre de l'océan Pacifique. Elle est composée de 39 îlots entourant un lagon central peu profond. Les îlots, qui n'émergent que de quelques mètres au-dessus du niveau de la mer, ont une origine géologique commune et sont composés de dépôts de sable et de roches calcaires reposant sur le récif corallien.
Trois grands îlots - Nake, Long, et les îlots du Sud - représentent 68 % de la superficie terrestre. Le restant des îlots, répartis en quatre groupes, furent étudiés lors d'une étude écologique réalisée par Angela et Cameron Kepler en 1988. À cette époque, beaucoup de ces îlots isolés, alors sans nom, furent nommés par des dérivés de langues polynésiennes. Plusieurs des îlots les plus petits furent alors remarqués comme disparaissant entièrement ou réapparaissant suivant les grandes tempêtes, la forme des plus grands îlots ayant d'ailleurs beaucoup changé au cours du siècle passé.
La flore, la caractéristique la plus distinctive de chaque îlot, varie en fonction à la fois de la taille des îlots mais aussi de la présence d'anciennes colonies humaines. Les îlots les plus étendus abritent à l'intérieur de leurs terres des zones d'arbustes, principalement Tournefortia argentea et le plus grand d'entre eux possède une région forestière centrale principalement dominé par des bosquets d'arbres Pisonia grandis. Des constructions, telles les puits, les sites d'implantations passées, et les marae, sur plusieurs îlots, indiquent une habitation humaine passée, tout comme les plans de cocotiers non-autochtones. Cependant, de nombreux îlots n'ont peu ou pas de preuves d'une quelconque influence humaine, en dépit des perturbations passées.

## Liste des groupes d'îlots et des îlots
| Îlot ou Groupe                                                                  | Superficie (m2) | Coordonnées                  | Position   | Nombre d'îlots |
| ------------------------------------------------------------------------------- | --------------- | ---------------------------- | ---------- | -------------- |
| Îlot de Nake                                                                    | 917 000         | 9° 54′ 43″ S, 150° 12′ 18″ O | Nord       | 1              |
| Îlot Long (Île du Millénaire)                                                   | 760 000         | …                            | Nord-Est   | 1 1)           |
| Îlots Nake du Sud                                                               | 162 000         | …                            | Nord-Ouest | 7              |
| Îlots Leeward du centre                                                         | 479 000         | …                            | Ouest      | 11             |
| Îlots Leeward du Sud                                                            | 112 000         | …                            | Sud-Ouest  | 5              |
| Îlots Windward                                                                  | 513 600         | …                            | Est        | 13             |
| Îlot Sud (Rimapoto)                                                             | 1 044 000       | …                            | Sud        | 1              |
| Atoll de Caroline                                                               | 3 987 600 2)    | 9° 56′ 13″ S, 150° 12′ 42″ O |            | 39             |
| 1) au départ une chaîne de 5 îlots qui se sont liés en grandissant par la suite |                 |                              |            |                |
| 2) superficie en 1988, actuellement de seulement 3 760 000                      |                 |                              |            |                |

## Liste des îlots
| Îlot de Nake                                                      | 917 000      | 9° 54′ 43″ S, 150° 12′ 18″ O | -                       |
| Îlot Long (Île du millénaire)                                     | 760 000      | …                            | -                       |
| Îlot Pandanus                                                     | 74 000       | …                            | Îlots Nake du Sud       |
| Îlot Danger                                                       | 27 000       | …                            | Îlots Nake du Sud       |
| Îlot Booby                                                        | 8 000        | …                            | Îlots Nake du Sud       |
| Îlot de corail                                                    | 17 000       | …                            | Îlots Nake du Sud       |
| Îlot Lone Palm                                                    | 20 000       | …                            | Îlots Nake du Sud       |
| Motu Kota ("Îlot du fou à pieds rouges")                          | 6 000        | …                            | Îlots Nake du Sud       |
| Motu Mouakena ("Îlot du fou masqué")                              | 10 000       | …                            | Îlots Nake du Sud       |
| Motu Mannikiba ("Îlot de l'oiseau de mer")                        | 215 000      | …                            | Îlots Leeward du centre |
| Îlot Blackfin                                                     | 26 000       | …                            | Îlots Leeward du centre |
| Motu Matawa (« Îlot de la Sterne blanche »)                       | 17 000       | …                            | Îlots Leeward du centre |
| Îlot Emerald                                                      | 83 000       | …                            | Îlots Leeward du centre |
| Îlot Shark                                                        | 80 000       | …                            | Îlots Leeward du centre |
| Îlot Scarlet Crab                                                 | 5 000        | …                            | Îlots Leeward du centre |
| Motu Nautonga (« Îlot du concombre de mer »)                      | 3 000        | …                            | Îlots Leeward du centre |
| Îlot Azure                                                        | 2 000        | …                            | Îlots Leeward du centre |
| Îlot Reef Flat                                                    | 1 000        | …                            | Îlots Leeward du centre |
| Îlot Bird                                                         | 41 000       | …                            | Îlots Leeward du centre |
| Îlot Fishball                                                     | 6 000        | …                            | Îlots Leeward du centre |
| Motu Raurau (« Îlot du Noddi bleu »)                              | 35 000       | …                            | Îlots Leeward du Sud    |
| Motu Eitei (« Îlot de la Frégate »)                               | 14 000       | …                            | Îlots Leeward du Sud    |
| Îlot Pisonia                                                      | 24 000       | …                            | Îlots Leeward du Sud    |
| Motu Kimoa (« Îlot Rat »)                                         | 18 000       | …                            | Îlots Leeward du Sud    |
| Motu Ana-Ana (« Îlot d'Anne »)                                    | 21 000       | …                            | Îlots Leeward du Sud    |
| Îlot Bosun Bird                                                   | 9 000        | …                            | Îlots Windward          |
| Îlot Windward                                                     | 114 000      | …                            | Îlots Windward          |
| Îlot Crescent                                                     | 31 000       | …                            | Îlots Windward          |
| Motu Atibu (« Îlot Coral Rubble ») 1)                             | 200          | …                            | Îlots Windward          |
| Îlot Pig du Nord                                                  | 54 000       | …                            | Îlots Windward          |
| Îlot Pig                                                          | 72 000       | …                            | Îlots Windward          |
| Îlot Skull                                                        | 200          | …                            | Îlots Windward          |
| Îlot Brothers du Nord                                             | 17 000       | …                            | Îlots Windward          |
| Îlot Brothers                                                     | 43 000       | …                            | Îlots Windward          |
| Noddy Rock                                                        | 200          | …                            | Îlots Windward          |
| Îlot Arundel du Nord                                              | 9 000        | …                            | Îlots Windward          |
| Îlot Arundel                                                      | 73 000       | …                            | Îlots Windward          |
| Îlot Tridacna                                                     | 91 000       | …                            | Îlots Windward          |
| Îlot Sud (Rimapoto)                                               | 1 044 000    | …                            | -                       |
| Atoll de Caroline                                                 | 3 987 600 2) | 9° 56′ 13″ S, 150° 12′ 42″ O | Atoll de Caroline       |
| 1) aurait disparu dans une tempête en Février 1990                |              |                              |                         |
| 2) superficie en 1988, superficie actuelle de seulement 3 760 000 |              |                              |                         |

## Détails des îlots
| Groupe d'îlots          | Îlot                                         | Superficie   | Description | Photo |
| Îlot de Nake            | Îlot de Nake                                 | 917 000 m2   | Nake, le second plus grand et le plus au Nord des îlots, est le site d’un marae. Son origine sur la cote Nord-Est fut notée pour la première fois par John Arundel dans les années 1800. Le marae, mesurant 18 m sur 14 m, est le seul site archéologique majeur de l’atoll bien qu’aucune autre étude archéologique n’ait été menée depuis 2006. La pointe Sud-Ouest de l’îlot abrite un réservoir d’eau potable construit en 1938. Des cocotiers furent implantés dans les années 1910 bien qu’ils n’occupent aujourd’hui que 20 % des forêts de l’île, les 80 % restants étant des bosquets de type Pisonia. Nake possède la plus grande superficie forestière (environ 90 % de la superficie de l’îlot) et la plus grande diversité d’oiseaux marins qui viennent s’y reproduire (neuf espèces). Une baie peu profonde au Sud, autour du lagon central, procure une zone d’alimentation facilement accessible à ces oiseaux. | Mur de pierres empilées du marae typique des Tuamotu. |
| Îlot Long               | Îlot Long                                    | 760 000 m2   | L'îlot Long se trouve le long du côté au vent de l'île du Millénaire, s'étendant sur 4,2 km pour seulement 300 m de large en moyenne. Un temps formé de cinq îlots distincts qui ont depuis fusionné, l'îlot Long a une longue histoire géologique complexe, avec quelques zones (anciens îlots) encore dépourvues de végétation de la plage au lagon intérieur. Il possède d'autre part la plus grande diversité végétale parmi tous les îlots de l'île du Millénaire. Des Tournefortia et Pisonia bien formés poussent sur les sites des anciens îlots, avec des cocotiers assez parsemés et des Cordia. En 1990, un petit marae fut découvert sur l'îlot le plus au Sud. | Bras de mer étroit séparant les îlots Nake et Long. |
| Îlots Nake du Sud       | Îlot Pandanus                                | 74 000 m2    | L'îlot Pandanus, le plus large et plus au Nord des îlots Nake du Sud, fut nommé de la sorte en raison d'un bosquet de Pandanus présent sur sa côte donnant sur le lagon. Recouvert sur environ les deux tiers de sa superficie par la forêt, l'îlot semble avoir sensiblement gagné en superficie par rapport aux cartes d'Arundel au XIXe siècle. Il continue à grandir par l'accumulation de sable sur son côté est. Sa côte Ouest, tournée vers la mer, présente également une quantité remarquable de débris coralliens. | L'îlot Pandanus, le plus large et plus au Nord des îlots Nake du Sud, fut nommé de la sorte en raison d'un bosquet de Pandanus présent sur sa côte donnant sur le lagon. Recouvert sur environ les deux tiers de sa superficie par la forêt, l'îlot semble avoir sensiblement gagné en superficie par rapport aux cartes d'Arundel au XIXe siècle. Il continue à grandir par l'accumulation de sable sur son côté est. Sa côte Ouest, tournée vers la mer, présente également une quantité remarquable de débris coralliens.                                                     |
| Îlots Nake du Sud       | Îlot Danger                                  | 27 000 m2    | L'îlot Danger, nommé ainsi en raison du bras d'eau infesté de requins qui le sépare de l'îlot Pandanus au Nord, est en forme d'ovale et possède une distribution concentrique typique de la flore : grandes pelouses d'herbes, broussailles Tournefortia, et une forêt centrale de Pisonia et Cordia. | L'îlot Danger, nommé ainsi en raison du bras d'eau infesté de requins qui le sépare de l'îlot Pandanus au Nord, est en forme d'ovale et possède une distribution concentrique typique de la flore : grandes pelouses d'herbes, broussailles Tournefortia, et une forêt centrale de Pisonia et Cordia. |
| Îlots Nake du Sud       | Îlot Booby                                   | 8 000 m2     | Nommé ainsi en raison des deux espèces de fous présentes, cet îlot en forme de larme est assez petit mais est lui aussi boisé sur les deux tiers de sa superficie. La forêt vierge de Pisonia au centre forme un cercle de 40 mètres de diamètre. | Nommé ainsi en raison des deux espèces de fous présentes, cet îlot en forme de larme est assez petit mais est lui aussi boisé sur les deux tiers de sa superficie. La forêt vierge de Pisonia au centre forme un cercle de 40 mètres de diamètre. |
| Îlots Nake du Sud       | Îlot de corail                               | 17 000 m2    | L'îlot de corail (du nom de la barrière de corail qui forme la base géologique de l'atoll) est un îlot en forme de flèche qui est en processus d'unification avec les deux îlots à son Sud, les bras de mer entre eux ne sont profonds que de quelques centimètres à marée basse. Il contient en son centre une très petite forêt de Pisonia, certainement à cause du sol très granuleux et pauvre. | L'îlot de corail (du nom de la barrière de corail qui forme la base géologique de l'atoll) est un îlot en forme de flèche qui est en processus d'unification avec les deux îlots à son Sud, les bras de mer entre eux ne sont profonds que de quelques centimètres à marée basse. Il contient en son centre une très petite forêt de Pisonia, certainement à cause du sol très granuleux et pauvre. |
| Îlots Nake du Sud       | Îlot Lone Palm                               | 20 000 m2    | Un long et distinctif cocotier émergeant d'une forêt de Tournefortia, observé au cours de l'étude de 1988, donna à l'îlot son nom. La distribution des plantes sur Lone Palm est par ailleurs typique: tapis d'herbe, des broussailles de Tournefortia et une lignée de Pisonia. | Un long et distinctif cocotier émergeant d'une forêt de Tournefortia, observé au cours de l'étude de 1988, donna à l'îlot son nom. La distribution des plantes sur Lone Palm est par ailleurs typique: tapis d'herbe, des broussailles de Tournefortia et une lignée de Pisonia. |
| Îlots Nake du Sud       | Motu Kota (« Îlot du fou à pieds rouges »)   | 6 000 m2     | Presque joint au Motu Mouakena par son Sud, cette îlot présente une densité anormalement élevée de fous à pieds rouges, ce qui lui donna un de ses noms. La végétation est dominée par des Tournefortia bien que le Motu Kota avait aussi un unique cocotier et quelques Pisonia en 1988. | Presque joint au Motu Mouakena par son Sud, cette îlot présente une densité anormalement élevée de fous à pieds rouges, ce qui lui donna un de ses noms. La végétation est dominée par des Tournefortia bien que le Motu Kota avait aussi un unique cocotier et quelques Pisonia en 1988. |
| Îlots Nake du Sud       | Motu Mouakena (« Îlot du fou masqué »)       | 10 000 m2    | Nommé d'après les rares fous masqués, qui furent observés nichant sur cet îlot en forme de U, cet îlot est formé par la réunion de deux îlots depuis un passé peu lointain. Exceptionnellement peu fertile, plus d'un tiers de la surface de Mouakena est déserte. Un banc émergent se trouve juste au sud de Mouakena, déjà suffisamment stable pour abriter quelques Tournefortia. | Frégates dans la forêt de Pisonia de Mouakena. |
| Îlots Leeward du centre | Motu Mannikiba (« Îlot de l'oiseau de mer ») | 215 000 m2   | Quatrième îlot le plus large de l'île, Mannikibi mesure 700 m du Nord au Sud et 375 m d'Est en Ouest. Sa végétation présente des zones normales visibles sur les autres îlots de l'île du Millénaire : des tapis d'herbes, des Tournefortia, et une forêt de Pisonia. Celle-ci occupe moins de la moitié de l'îlot, sans doute en raison des cocotiers qui interrompirent sa prolifération dans les années 1920. Il reste encore aujourd'hui de ces cocotiers qui sont assez dispersés. En raison des nombreux oiseaux de mer qui donnèrent par ailleurs son nom à l'îlot, Mannikiba fut fortement perturbée au cours de la première ère d'extraction du guano. | Littoral de Mannikiba avec ses Pisonia et ses cocotiers. |
| Îlots Leeward du centre | Îlot Blackfin                                | 26 000 m2    | Blackfin, prenant la forme de deux ovales joints, a récemment englobé un îlot sur son coin Nord-Ouest, ce qui, par conséquent, a rendu ses côtes irrégulières et des débris de corail couvre à présent 30 % de l'îlot, avec de l'herbe sur une grande partie du reste. La forêt centrale de Cordia et de Pisonia s'élève à une hauteur de 9 m. On donna à l'île le nom de « Blackfin » après deux attaques de requin pendant l'expédition de 1988 dans le bras de mer au Nord. | Blackfin, prenant la forme de deux ovales joints, a récemment englobé un îlot sur son coin Nord-Ouest, ce qui, par conséquent, a rendu ses côtes irrégulières et des débris de corail couvre à présent 30 % de l'îlot, avec de l'herbe sur une grande partie du reste. La forêt centrale de Cordia et de Pisonia s'élève à une hauteur de 9 m. On donna à l'île le nom de « Blackfin » après deux attaques de requin pendant l'expédition de 1988 dans le bras de mer au Nord.                                                                                                   |
| Îlots Leeward du centre | Motu Matawa (« Îlot de la Sterne blanche »)  | 17 000 m2    | Cette île, ainsi nommée pour ses Sternes blanches, mesure de 105 m sur 190. Outre ses plages étroites, Matawa est en grande partie recouverte de Tournefortia, qui ceinturent une forêt de Pisonia et Cordia sur la côte orientale. | Cette île, ainsi nommée pour ses Sternes blanches, mesure de 105 m sur 190. Outre ses plages étroites, Matawa est en grande partie recouverte de Tournefortia, qui ceinturent une forêt de Pisonia et Cordia sur la côte orientale. |
| Îlots Leeward du centre | Îlot Emerald                                 | 83 000 m2    | Emerald est un îlot en forme de croissant nommé en raison de la couleur des eaux du lagon à proximité. Il présente une grande diversité de flore : en plus des Heliotropium, de l'herbe et des Tournefortia poussent des Pandanus le long de la côte donnant sur le large. L'intérieur de la forêt est plus mixte, avec des Pandanus, des Tournefortia, des Pisonia et des Cordia avec, le long de la côte Est, deux bosquets de cocotiers. Le caractère fragmenté de la forêt semble indiquer que l'îlot a été significativement perturbé par l'activité humaine dans le passé. | Emerald est un îlot en forme de croissant nommé en raison de la couleur des eaux du lagon à proximité. Il présente une grande diversité de flore : en plus des Heliotropium, de l'herbe et des Tournefortia poussent des Pandanus le long de la côte donnant sur le large. L'intérieur de la forêt est plus mixte, avec des Pandanus, des Tournefortia, des Pisonia et des Cordia avec, le long de la côte Est, deux bosquets de cocotiers. Le caractère fragmenté de la forêt semble indiquer que l'îlot a été significativement perturbé par l'activité humaine dans le passé. |
| Îlots Leeward du centre | Îlot Shark                                   | 80 000 m2    | Nommé en raison d'une autre rencontre avec un requin pendant l'étude de 1988, cette fois le long de la plage, l'îlot Shark (« requin » en français), possède la plage de sable la plus notable de l'île du Millénaire, donnant sur la lagune. La végétation s'y est formée en anneaux concentriques, élevant une forêt de Pisonia qui couvre environ la moitié de l'îlot et fournit en abondance des lieux de nidification pour les frégates et les noddis noirs. | L'îlot Shark vu depuis le lagon intérieur. |
| Îlots Leeward du centre | Îlot Scarlet Crab                            | 5 000 m2     | Nommé pour les bernard-l'ermites écarlates abondants sur ses rives, Scarlet Crab est un îlot jeune, mesurant 40 m du Nord au Sud et 125 m d'Est en Ouest, situé juste au large de la côte Sud de l'îlot Shark. Son platier est le plus étendu de tous ceux se trouvant du côté sous le vent, s'étendant sur quelque 480 m. La végétation est faible et ne couvre qu'une petite fraction de l'îlot. | Nommé pour les bernard-l'ermites écarlates abondants sur ses rives, Scarlet Crab est un îlot jeune, mesurant 40 m du Nord au Sud et 125 m d'Est en Ouest, situé juste au large de la côte Sud de l'îlot Shark. Son platier est le plus étendu de tous ceux se trouvant du côté sous le vent, s'étendant sur quelque 480 m. La végétation est faible et ne couvre qu'une petite fraction de l'îlot. |
| Îlots Leeward du centre | Motu Nautonga (« Îlot du Concombre de mer ») | 3 000 m2     | Nommé pour les concombres de mer noirs visibles dans le lagon depuis les côtes, Nautonga mesure 70 m par 80 m et s'élève à peine au-dessus du platier. Malgré sa petite taille, il contient encore une forêt centrale de Tournefortia et de Pisonia. | Nommé pour les concombres de mer noirs visibles dans le lagon depuis les côtes, Nautonga mesure 70 m par 80 m et s'élève à peine au-dessus du platier. Malgré sa petite taille, il contient encore une forêt centrale de Tournefortia et de Pisonia. |
| Îlots Leeward du centre | Îlot Azure                                   | 2 000 m2     | Cet îlot (30 m par 66 m) partiellement recouvert par la végétation présente le profil typique d'un jeune motu : la flore observée au cours de l'étude de 1988 se composait d'un petit monticule de Tournefortia et un seul Pisonia. Il est le plus petit des îlots de l'île du Millénaire à abriter un Pisonia. Bien qu'ayant à peine une douzaine d'arbustes, quatre espèces différentes d'oiseaux de mer ont été observés nichant sur l'îlot Azure. | Cet îlot (30 m par 66 m) partiellement recouvert par la végétation présente le profil typique d'un jeune motu : la flore observée au cours de l'étude de 1988 se composait d'un petit monticule de Tournefortia et un seul Pisonia. Il est le plus petit des îlots de l'île du Millénaire à abriter un Pisonia. Bien qu'ayant à peine une douzaine d'arbustes, quatre espèces différentes d'oiseaux de mer ont été observés nichant sur l'îlot Azure. |
| Îlots Leeward du centre | Îlot Reef-Flat                               | 1 000 m2     | Cet îlot est formé d'une bande de corail qui s'élève très légèrement au-dessus du platier pour une taille de seulement 20 m par 60 et abritant trois espèces de plantes observées. Aucun oiseau n'y a été aperçu nichant. | Cet îlot est formé d'une bande de corail qui s'élève très légèrement au-dessus du platier pour une taille de seulement 20 m par 60 et abritant trois espèces de plantes observées. Aucun oiseau n'y a été aperçu nichant. |
| Îlots Leeward du centre | Îlot Bird                                    | 41 000 m2    | De forme ovale, l'îlot Bird se trouve le long du côté intérieur du lagon. Il montre peu de signes de perturbations passées et est très boisé, avec des Tournefortia et des Pisonia partageant la majorité de la superficie terrestre. Il y a également une forêt plus mature avec des Morida, des Boerhavia et des Achyranthes. L'île tient probablement son nom des noddis noirs et des sternes fuligineuses qui nichent dans le feuillage. | De forme ovale, l'îlot Bird se trouve le long du côté intérieur du lagon. Il montre peu de signes de perturbations passées et est très boisé, avec des Tournefortia et des Pisonia partageant la majorité de la superficie terrestre. Il y a également une forêt plus mature avec des Morida, des Boerhavia et des Achyranthes. L'île tient probablement son nom des noddis noirs et des sternes fuligineuses qui nichent dans le feuillage. |
| Îlots Leeward du centre | Îlot Fishball                                | 6 000 m2     | Nommé pour une ligne de pêche cassée découverte dans l'expédition de 1988, Fishball est un motu jeune, à moitié recouvert d'Heliotropium et d'herbe, avec quelques Tournefortia parsemés. Îlot le plus au Sud des îlots Leeward du Centre, il est séparé des îlots Leeward du Sud par un bras de mer large mais peu profond. | Milliers de sternes fuligineuses au-dessus de l'îlot fishball au coucher du soleil |
| Îlots Leeward du Sud    | Motu Raurau (« îlot du noddi bleu »)         | 35 000 m2    | De forme ovale, Raurau possèdent le plus grand champ de débris de corail sur son contour. La forêt centrale de Pisonia est riche en Morinda dans ses sous-bois avec notamment le plus grand spécimen de Morinda observé pendant l'étude de 1988. L'île est également riche en frégates. | De forme ovale, Raurau possèdent le plus grand champ de débris de corail sur son contour. La forêt centrale de Pisonia est riche en Morinda dans ses sous-bois avec notamment le plus grand spécimen de Morinda observé pendant l'étude de 1988. L'île est également riche en frégates. |
| Îlots Leeward du Sud    | Motu Eitei (« Îlot de la Frégate »)          | 14 000 m2    | Nommé pour les frégates du Pacifique qui font leur nid sur l'îlot, Eitei possède une répartition typique de la flore même si le tapis d'herbe sur son sud contenait en abondance des Portulaca. Cette plante se trouve aussi plus exceptionnellement dans le centre boisé de l'île. | Nommé pour les frégates du Pacifique qui font leur nid sur l'îlot, Eitei possède une répartition typique de la flore même si le tapis d'herbe sur son sud contenait en abondance des Portulaca. Cette plante se trouve aussi plus exceptionnellement dans le centre boisé de l'île. |
| Îlots Leeward du Sud    | Îlot Pisonia                                 | 24 000 m2    | Cet îlot fut nommé pour sa bien implantée forêt centrale de Pisonia entourée de Tournefortia, hautes jusqu'à 9 m, et d'un tapis d'herbes de type Heliotropium quasi exclusivement. L'expédition de 1988 a révélé la présence du fou à pieds rouges et de rats polynésiens en grand nombre. | Cet îlot fut nommé pour sa bien implantée forêt centrale de Pisonia entourée de Tournefortia, hautes jusqu'à 9 m, et d'un tapis d'herbes de type Heliotropium quasi exclusivement. L'expédition de 1988 a révélé la présence du fou à pieds rouges et de rats polynésiens en grand nombre. |
| Îlots Leeward du Sud    | Motu Kimoa (« Îlot Rat »)                    | 18 000 m2    | En forme de larme, Kimoa semble avoir augmenté sa superficie depuis l'étude d'Arundel du XIXe siècle, comme cela peut être attesté par les larges terrains de débris de coraux et d'herbe sur sa côte Sud-Est. Un prolifique récif de Tridacna s'étend sur le lagon vers l'îlot Tricdana de l'autre côté de la lagune intérieure. La forêt intérieure de Kimoa couvre presque la moitié de l'îlot. | En forme de larme, Kimoa semble avoir augmenté sa superficie depuis l'étude d'Arundel du XIXe siècle, comme cela peut être attesté par les larges terrains de débris de coraux et d'herbe sur sa côte Sud-Est. Un prolifique récif de Tridacna s'étend sur le lagon vers l'îlot Tricdana de l'autre côté de la lagune intérieure. La forêt intérieure de Kimoa couvre presque la moitié de l'îlot. |
| Îlots Leeward du Sud    | Motu Ana-Ana (« Îlot d'Anne »)               | 21 000 m2    | Nommé par Ron Falconer en s'inspirant du prénom de sa femme Anne, Ana-Ana a été le lieu de résidence de la famille Falconer pendant quatre ans dans la fin des années 1980. Ils y ont construit trois huttes couvertes de chaume. Typique des îles Leewards du Sud, à l'exception de l'installation humaine, une forêt de Pisonia couvre plus de 40 % de l'îlot. Les Falconers y ont introduit plusieurs espèces de plantes pendant leur séjour, dont quelques légumes et des cultures ornementales, ainsi que des poulets, des canards, et un chien. Cette occupation humaine fut remarquée pendant l'expédition de 1988 pour avoir perturbé la reproduction des oiseaux de mer sur l'îlot. | Les Falconer; Ron nomma Ana-Ana d'après le nom de son épouse Anne. |
| Îlots Windward          | Îlot Bosun Bird                              | 9 000 m2     | Bosun Bird, nommé lors de l'expédition de 1988 pour sa population de Phaétons à brins rouges, la plus importante sur l'île du Millénaire, se trouve juste au sud de l'îlot Long. Petit et composé principalement de débris de corail et de sable, l'îlot n'abrite que de l'herbe et des Tournefortia. | Un jeune phaéton dont l'espèce a donné son nom à l'île. |
| Îlots Windward          | Îlot Windward                                | 114,000 m2   | Nommé d'après sa position comme le plus grand des îlots Windward, il a totalement été déforesté en 1920 pour y planter des cocotiers. Cependant, l'étude de 1988 a montré que l'îlot s'était largement remis de ce trouble et abritait aujourd'hui une variété typique d'herbe, Tournefortia et Pisonia, une forêt de Cordia, sans qu'il ne reste actuellement de cocotiers. | Tournefortia et un rare bouquet de Scaevola sur les côtes de Windward. |
| Îlots Windward          | Îlot Crescent                                | 31 000 m2    | Petit atoll composé principalement de débris de corail, Crescent est boisé avec une forêt de Pisonia et de Cordia sur environ les deux tiers de sa superficie. | Petit atoll composé principalement de débris de corail, Crescent est boisé avec une forêt de Pisonia et de Cordia sur environ les deux tiers de sa superficie. |
| Îlots Windward          | Motu Atibu (« Îlot Coral Rubble »)           | 0,02 ha      | Le plus petit des îlots permanents de l'île du Millénaire (13 m sur 18 m) étudié en 1988, Atibu aurait complètement disparu à la suite d'une tempête en février 1990. | Le plus petit des îlots permanents de l'île du Millénaire (13 m sur 18 m) étudié en 1988, Atibu aurait complètement disparu à la suite d'une tempête en février 1990. |
| Îlots Windward          | Îlot Pig du Nord                             | 54 000 m2    | Presque symétrique en forme et en végétation, North Pig, comme d'autres îlots de l'île du Millénaire, a vu se planter des cocotiers en 1920. En 1988, il ne restait cependant rien de ces plantations et l'îlot a vu repousser une solide forêt de Pisonia et de Cordia. Il abrite également la plus grande colonie de noddis noirs sur l'île du Millénaire. | Presque symétrique en forme et en végétation, North Pig, comme d'autres îlots de l'île du Millénaire, a vu se planter des cocotiers en 1920. En 1988, il ne restait cependant rien de ces plantations et l'îlot a vu repousser une solide forêt de Pisonia et de Cordia. Il abrite également la plus grande colonie de noddis noirs sur l'île du Millénaire. |
| Îlots Windward          | Îlot Pig                                     | 72 000 m2    | Nommé ainsi en raison d'une population de porcs domestiques introduits en 1828 et réintroduit en 1848, il n'y a aujourd'hui aucune preuve d'aucun effet indésirable découlant de l'introduction de cette espèce sur l'île (aujourd'hui totalement disparue). Comme d'autres îlots, des cocotiers y furent plantés en 1920, mais ils se font maintenant rares sur l'îlot. Une forêt de Pisonia couvre 46 % de l'îlot, la plus forte proportion de tous les îlots de l'atoll. | Noddis and sternes à côté de la forêt de Pisonia de l'îlot Pig. |
| Îlots Windward          | Îlot Skull                                   | 200 m2       | Nommé à la suite de la découverte d'un Phaéton à brins rouges au cours de l'expédition de 1988, cet îlot apparemment jeune fut reconnu par Arundel dans les années 1800. Globalement peu fertile, sauf pour quelques buissons de Tournefortia et un tapis d'herbe au bord du lagon, des oiseaux n'y ont été remarqués pour la première fois sur l'îlot qu'en 1990. | Nommé à la suite de la découverte d'un Phaéton à brins rouges au cours de l'expédition de 1988, cet îlot apparemment jeune fut reconnu par Arundel dans les années 1800. Globalement peu fertile, sauf pour quelques buissons de Tournefortia et un tapis d'herbe au bord du lagon, des oiseaux n'y ont été remarqués pour la première fois sur l'îlot qu'en 1990. |
| Îlots Windward          | Îlot Brothers du Nord                        | 17 000 m2    | Un îlot de forme ovale composé de débris de corail qui a peut-être déjà été connecté à l'îlot Brothers à son Sud, l'îlot Brothers du Nord abrite une grande parcelle en expansion de Tournefortia sur le côté Ouest et voit aussi pousser une forêt de Pisonia à l'extrémité Est. Il reste quelques cocotiers de la plantation de 1920. | Un îlot de forme ovale composé de débris de corail qui a peut-être déjà été connecté à l'îlot Brothers à son Sud, l'îlot Brothers du Nord abrite une grande parcelle en expansion de Tournefortia sur le côté Ouest et voit aussi pousser une forêt de Pisonia à l'extrémité Est. Il reste quelques cocotiers de la plantation de 1920. |
| Îlots Windward          | Îlot Brothers                                | 43 000 m2    | Nommé d'après le capitaine Brothers, qui créa une communauté d'élevage sur l'île du Millénaire, cet îlot a récemment absorbé un petit motu (remarqué par Ardundel) sur sa pointe Sud-Ouest. Quelques cocotiers ont subsisté depuis la plantation de 1920, mais l'île montre maintenant une végétation typique, tapies d'herbe, de Tournefortia et d'une forêt centrale de Pisonia qui est surprenamment composée uniquement de cette espèce. | Sternes volant au-dessus de l'îlot Brothers. |
| Îlots Windward          | Noddy Rock                                   | 200 m2       | Ce petit rocher porte le nom du seul oiseau de mer observé se reproduisant dessus, le noddi brun, qui couve sur la petite portion de Portulaca couvrant sa partie centrale. La totalité du plateau calcaire mesure 26 m sur 9 m. | Ce petit rocher porte le nom du seul oiseau de mer observé se reproduisant dessus, le noddi brun, qui couve sur la petite portion de Portulaca couvrant sa partie centrale. La totalité du plateau calcaire mesure 26 m sur 9 m. |
| Îlots Windward          | Îlot Arundel du Nord                         | 9 000 m2     | L'îlot Arundel du Nord, situé juste au nord de l'îlot Arundel, est extrêmement similaire en composition à son voisin du Sud, dont elle est séparée par un chenal étroit. Les Morinda sont particulièrement présentes sur cet îlot. | Une forêt de Cordia sur l'îlot Arundel du Nord. |
| Îlots Windward          | Îlot Arundel                                 | 73 000 m2    | Nommé en l'honneur de John T. Arundel, le gestionnaire des opérations du guano et du coprah sur l'île du Millénaire dans la fin des années 1890, l'îlot Arundel, comme son voisin du Nord, a un sol pauvre et par conséquent abrite une forêt relativement petite de Pisonia. Les Tournefortia dominent l'atoll et les Achyranthes sont exceptionnellement abondantes. | L'îlot Arundel vu depuis les fables profondeus du lagon. |
| Îlots Windward          | Îlot Tridacna                                | 91 000 m2    | Le plus au Sud des îlots Windward, Tridacna fut nommé pour le récif de corail à proximité et sa densité de population de bénitiers géants (Tridacna maxima). Des Tornefortia et des Morinda couvrent 88 % de l'îlot, ce qui est particulièrement pauvre en Pisonia. Quelques parcelles de Lepturus reflètent une déforestation antérieure de l'îlot, qui est par ailleurs un vivier important pour la sterne fuligineuse. | The lagoon reef of Tridacna Islet with an extensive clam population. |
| Îlot Sud                | Îlot Sud                                     | 1 044 000 m2 | L'îlot Sud, aussi connu sous le nom de Rimapoto, est le plus grand et le plus au Sud des îlots mais aussi le plus commun comme site de débarquement. L'île fut visitée par les habitants des Tuamotu, puis par les Européens. Ceux-ci amenèrent des plantes et animaux non originaires de l'îlot, mais seuls les cocotiers subsistèrent. La première communauté d'élevage fut installée au Sud en 1846, ce fut également le site d'observation de l'éclipse solaire de 1883. Une maison fut construite pour le directeur de la colonie qui y resta au moins jusqu'à la visite du HMS Wellington en 1936. Aucune trace de ces structures ne demeurèrent jusqu'à l'étude de 1988. L'île Sud forme la frontière entre le lagon central et la plage du Sud formée par des lignes de cocotiers et décrite par Kepler comme « un des sites les plus pittoresque de l'atoll ». Des noix de coco en développement couvrent les trois quarts de l'île avec d'autres plantes abondantes et des vignes Ipomoea. La pointe la plus australe est tapissée d'herbe, l'île est par ailleurs dépourvue des typiques buissons Tournefortia ou des forêts Pisonia. Les Pisonia furent décrits comme « allant de 80 à 100 pied de haut » (soit 30 m) par Arundel dans les années 1870 avant qu'une déforestation ne commence. Malgré sa surface étendue, seules deux espèces d'oiseaux furent observées par les membres de l'étude de 1988, le noddi brun et la Gygis blanche. Les forêts de Cocos-Ipomea forment également le refuge de la plus grande population de crabe de cocotier de l'île, population évaluée en 1988 à environ 500 individus. | Les cocotiers introduits sur la plage Sud de l'îlot. |